# 赫米利尼察
51°38′40″N 31°10′8″E / 51.64444°N 31.16889°E

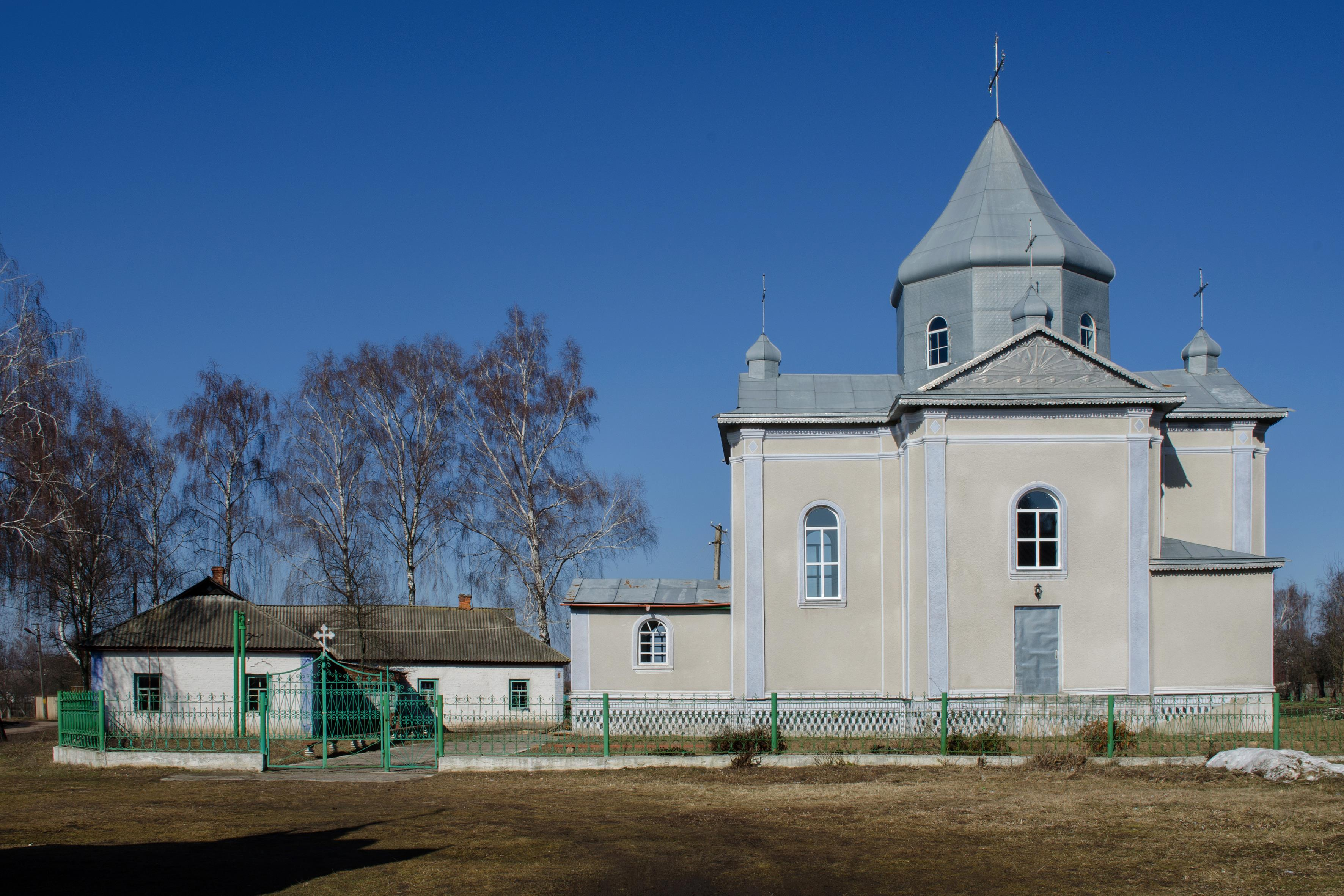
教堂

赫米利尼察（烏克蘭語：Хмільниця），是烏克蘭北部切爾尼希夫州切爾尼希夫區新比洛乌斯市镇的村落。始建於1634年，面積0.98平方公里，海拔高度145米，2024年人口553，人口密度每平方公里668人。